# میلدم
میلدم (به هلندی: Mildam) یک منطقهٔ مسکونی در هلند است که در هیرن‌فین واقع شده‌است. میلدم ۶۸۵ نفر جمعیت دارد.